# Skylab 2
Skylab 2 (SL-2) war die erste Besatzung der US-amerikanischen Raumstation Skylab. Das Weltraumlabor war beim Start beschädigt worden, so dass die Mission vor allem aus Reparaturarbeiten bestand. Mit einer Verweildauer von vier Wochen im All wurde ein neuer Langzeitrekord aufgestellt.

## Die Mannschaft
Gegen Ende des Apollo Mondlandeprogramms gab die NASA am 19. Januar 1972 die drei Besatzungen für die geplante Raumstation Skylab bekannt. Als Kommandant der ersten Crew wurde der Weltraumveteran Charles Conrad nominiert, der mit Gemini 5, Gemini 11 und Apollo 12 bereits drei Mal im All war. Mit diesem vierten Raumflug würde er mit John Young und James Lovell gleichziehen, die beide ebenfalls vier Weltraumflüge vorweisen konnten.
Als Pilot wurde Paul Weitz eingesetzt. Er hatte noch keine Weltraumerfahrung, genau so wie Joseph Kerwin, der als Wissenschaftsastronaut die Mannschaft komplettierte.
Kommandant der Ersatzmannschaft war Russell Schweickart, der mit Apollo 9 bereits im All war. Der Pilot Bruce McCandless und der Wissenschaftler Story Musgrave waren Weltraumneulinge. Musgrave war der erste Astronaut der sechsten NASA-Auswahlgruppe, der für einen Flug nominiert wurde.
Als Unterstützung (Support-Crew) gehörten noch Robert Crippen, Richard Truly, Henry Hartsfield und William Thornton fest zum Team.
Die Mission lief offiziell zwar unter der Bezeichnung Skylab 2, wurde aber oft auch als Skylab 1 bezeichnet, weil es sich um die erste Besatzung der Raumstation handelte.

## Die Vorbereitung

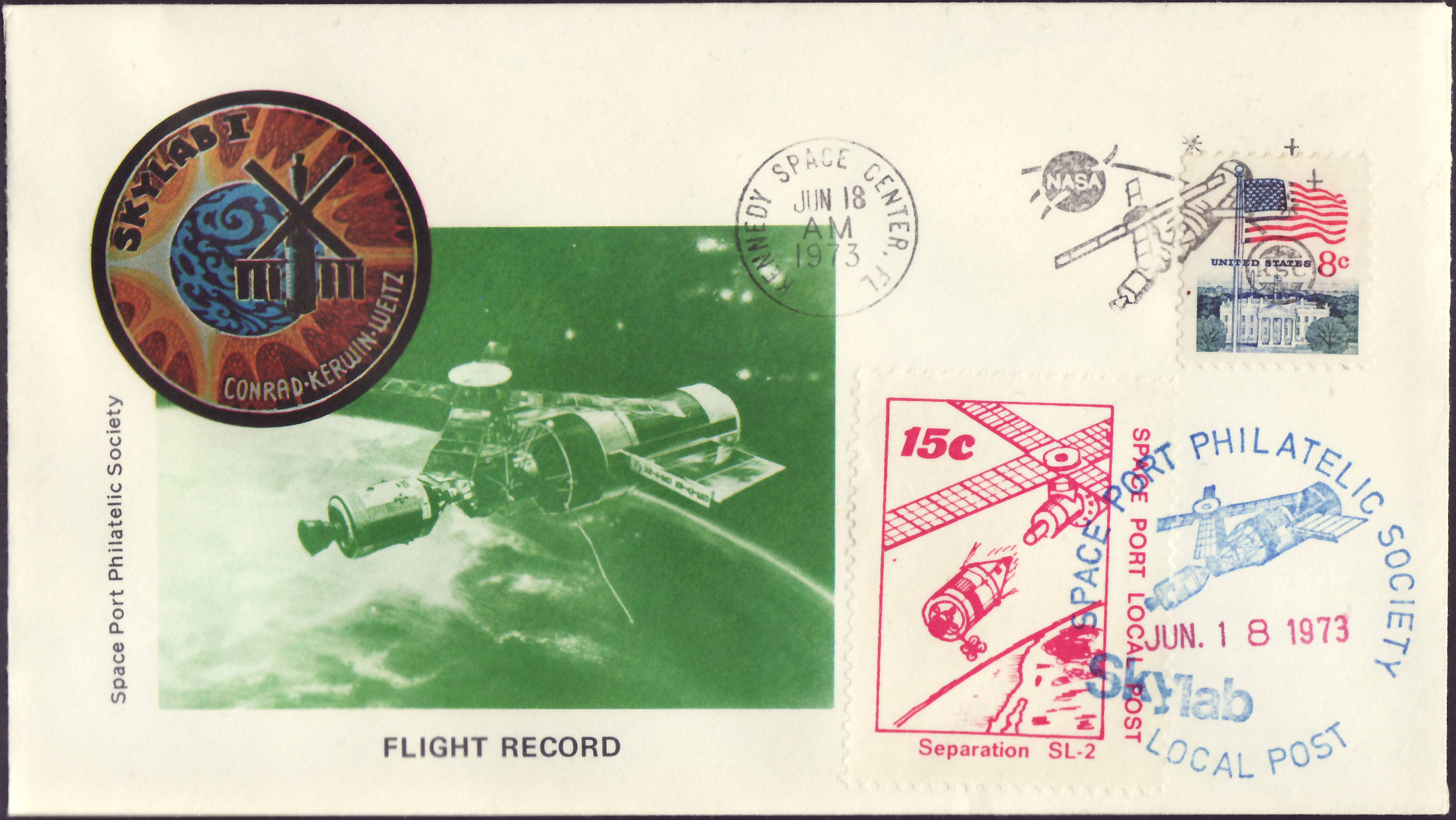
Souvenirbriefumschlag der NASA-Space Port Philatelic Society zur Skylab 2 – Mission von 1973

Seit dem Flug von Apollo 7 im Oktober 1968 waren keine Starts der Rakete Saturn 1B mehr vorgenommen worden. Die damalige Startrampe war nicht mehr zu verwenden, so dass für die bemannten Skylab-Starts eine Rampe im Kennedy Space Center umgebaut werden musste. Dabei wurde die kürzere Saturn 1B auf ein Podest gestellt, damit der für die Saturn V vorgesehene Startturm verwendet werden konnte.
Um die Versorgungseinrichtungen der Rampe LC-39B zu testen, wurde die montierte Rakete AS-206, allerdings mit einer Raumschiff-Attrappe, im Januar 1973 zur Startrampe transportiert. Nachdem überprüft wurde, dass alle Brücken richtig positioniert waren und eine Probebetankung erfolgreich verlief, wurde die Rakete in die Montagehalle zurückgebracht, wo das Apollo-Raumschiff am 21. Februar montiert wurde.
Das Raumschiff CSM-116 war ursprünglich für den Mondflug von Apollo 20 vorgesehen. Als diese Mission im Januar 1970 gestrichen wurde, konnte das Raumschiff noch für die Skylab-Mission umgebaut werden. Da das Apollo-Raumschiff an der Raumstation für mehrere Wochen stillgelegt wurde, konnte die Energieversorgung nicht über Brennstoffzellen erfolgen, so dass wieder Batterien zum Einsatz kamen. Außerdem waren verschiedene Einrichtungen für wissenschaftliche Experimente in der Mondumlaufbahn nicht mehr notwendig.

## Flugverlauf
Aufgrund der aufgetretenen Schäden beim Start von Skylab 1 startete Skylab 2 am 25. Mai 1973 mit zehn Tagen Verspätung. Die neue Startrampe, bei der die relativ kleine Rakete auf einem Podest stand, bewährte sich hervorragend.
Nach zehn Minuten war das Apollo-Raumschiff, das übrigens kein eigenes Rufzeichen hatte, im Orbit und fünf Erdumkreisungen später wurde das Rendezvous mit der Raumstation durchgeführt. Die Astronauten flogen langsam um Skylab herum, um die Beschädigungen genau zu besichtigen und Fernsehbilder davon zur Erde zu übertragen. Wie erwartet fehlten große Teile des Mikrometeoritenschildes (der zugleich der Aufheizung der Station entgegenwirken hätte sollen) und ein Solarmodul. Das gegenüberliegende Solarmodul war verklemmt und nicht entfaltet.
Weitz versuchte, in der geöffneten Apollo-Luke stehend, das blockierte Solarmodul mit einer langen Stange mit einem hakenförmigen Ende zu lösen. Kerwin hielt ihn dabei an den Beinen fest, während Conrad vorsichtig das Apollo-Raumschiff manövrierte. Dieser Versuch schlug jedoch fehl und verbrauchte einen erheblichen Teil des Lageregelungstreibstoffs der Station.
Erst am Folgetag stiegen die Astronauten in die Raumstation um, die durch das Fehlen des Mikrometeoritenschildes stark aufgeheizt war. Der Mannschaft gelang es, durch eine der beiden kleinen Schleusen, die eigentlich für Experimente vorgesehen gewesen war, eine schirmartige Hitzeschutzfolie außerhalb der Station zu entfalten und aufzuspannen, so dass die Temperatur auf erträgliche Werte sank. Diese Folie war innerhalb von sieben Tagen entwickelt und hergestellt worden.
Am 7. Juni unternahmen Conrad und Kerwin einen Außenbordeinsatz, um das verklemmte Solarmodul zu befreien, was nach viel Mühe auch gelang. Die Raumstation wies in diesem Teil keine Haltegriffe auf. Die Astronauten versuchten, mit einem Seil, unter dem sie sich aufrichteten, das Modul zu befreien, was aber nicht zum Erfolg führte. Conrad sah sich gezwungen, einige verbogene Aluminiumlaschen abzutrennen, zog dann manuell am Modul, und wurde vom sich entfaltenden Ausleger weggestoßen. Ab diesem Tag war Skylab voll funktionsfähig, wenn auch noch wärmer als vorgesehen.
In den verbleibenden zwei Wochen führte die Besatzung verschiedene wissenschaftliche Experimente durch. Ein weiterer Außenbordeinsatz wurde von Conrad und Weitz am 19. Juni durchgeführt, um den Film am Sonnenobservatorium zu wechseln.
Am 22. Juni stieg die Mannschaft in die Apollo-Landekapsel um und kehrte zur Erde zurück. Skylab blieb etwa einen Monat ohne Besatzung.
Nach der Wasserung vor der Pazifik-Küste der USA wurden die Skylab-Mannschaft samt der Landekapsel an Bord des Bergungschiffs Ticonderoga gehievt. Nach den Mondflügen waren die Astronauten zuerst in ein Schlauchboot umgestiegen und wurden dann in einen Hubschrauber gehoben. Da man aber noch nicht wusste, wie die Astronauten nach einem längeren Weltraumaufenthalt auf die Schwerkraft reagieren würden, sah man von dieser Methode bei den Skylab-Flügen ab.

## Verbleib der Flughardware
Das Kommandomodul von Skylab 2 befindet sich im National Museum of Naval Aviation in Pensacola, Florida.

## Bedeutung für das Skylab-Projekt

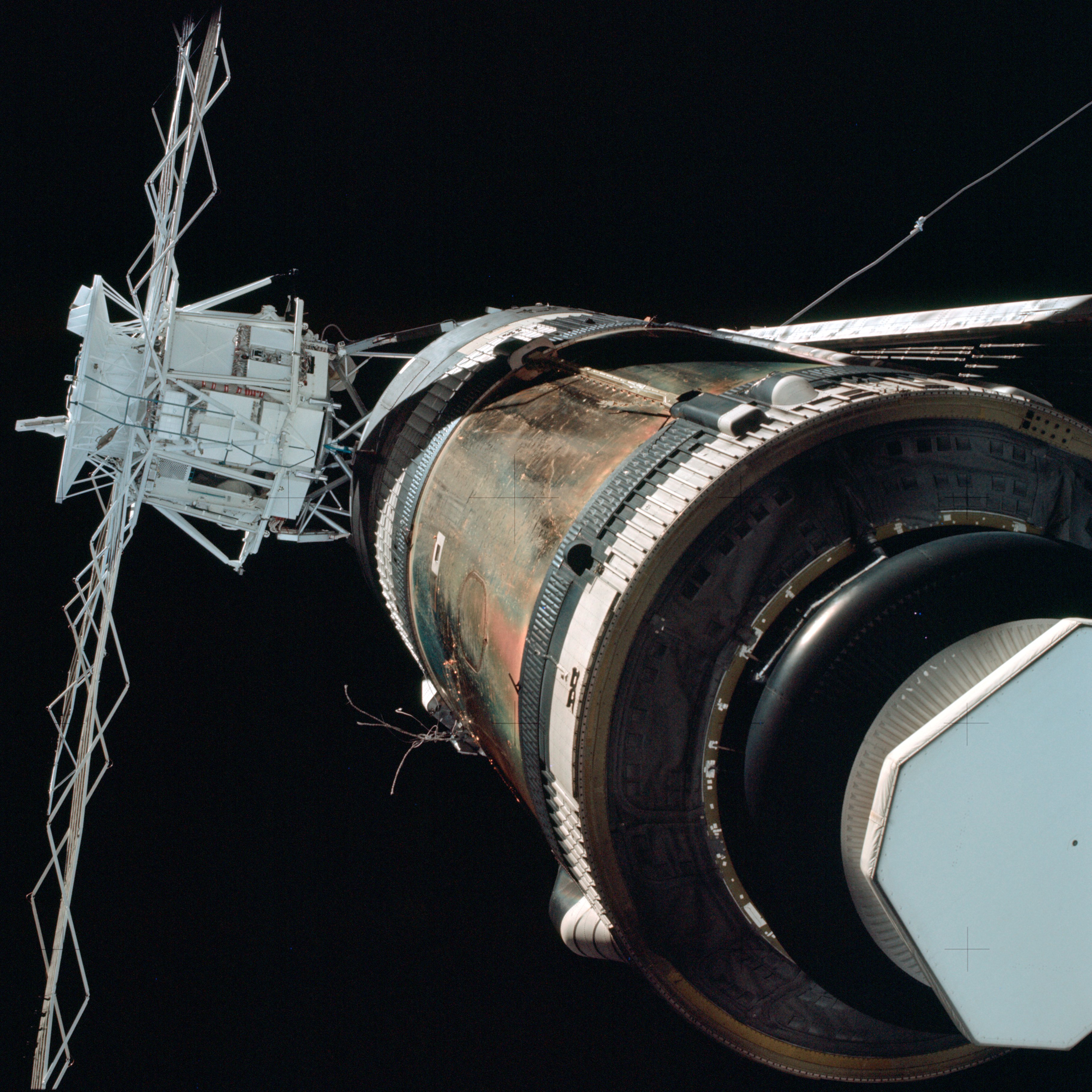
Skylab vom Apollo-Raumschiff gesehen

Dieser Weltraumflug war ein wichtiger Schritt für die bemannte Raumfahrt. Wieder einmal war gezeigt worden, dass der Mensch unvorhergesehene Ereignisse in den Griff bekommen kann. Ohne menschlichen Eingriff wäre die Raumstation nach einigen Tagen verloren gewesen.
So aber hatten die Astronauten vier Wochen in der ersten amerikanischen Raumstation gelebt und gearbeitet. Die Einrichtung und die Ausrüstung hatte sich dabei größtenteils als praktisch und nützlich erwiesen.
Ein anderer, aber nicht weniger wichtiger Gesichtspunkt war, dass die Astronauten von ihrem vierwöchigen Aufenthalt in der Schwerelosigkeit keinen Schaden davongetragen hatten. Nichts deutete darauf hin, dass noch längere Missionen Probleme bereiten könnten.
Auch aus wissenschaftlicher Sicht war die Mission ein Erfolg. Zwar konnten nicht alle Experimente wie gewünscht durchgeführt werden, aber wenn man berücksichtigte, dass durch die Reparaturen wertvolle Zeit verloren gegangen war, konnte man mit der Menge der erhaltenen Daten vollauf zufrieden sein. Die medizinischen Experimente wurden fast vollständig durchgeführt, die Sonnenbeobachtungen zu etwa 80 % und die Erdbeobachtungen zu etwa 60 %.
Das Apollo-Raumschiff hatte sich auch für diesen Missionstyp bewährt. Die Ruhepause von knapp vier Wochen zwischen Hin- und Rückflug hatte keinerlei Probleme bereitet.
Für die Amerikaner bedeuteten die 28 Tage von Skylab 2 auch, dass der Langzeitrekord von Sojus 11, der im Juni 1971 mit 23 Tagen aufgestellt wurde, wieder in die USA geholt wurde. Außerdem hielt Charles Conrad mit 49 Tagen nun auch den Rekord für den längsten Gesamtaufenthalt eines Raumfahrers im Weltraum.
All diese Rekorde sollten von der zweiten Mannschaft mit Skylab 3 gebrochen werden.